# Alustante

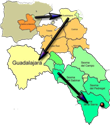
Localização de Alustante

Alustante é um município da Espanha na província de Guadalajara, comunidade autónoma de Castilla-La Mancha, de área 93,59 km² com população de 236 habitantes (2008) e densidade populacional de 2,69 hab./km².

## Demografia
| Variação demográfica do município entre 1991 e 2008 | Variação demográfica do município entre 1991 e 2008 | Variação demográfica do município entre 1991 e 2008 | Variação demográfica do município entre 1991 e 2008 |
| --------------------------------------------------- | --------------------------------------------------- | --------------------------------------------------- | --------------------------------------------------- |
| 1991                                                | 1996                                                | 2001                                                | 2008                                                |
| 305                                                 | 284                                                 | 257                                                 | 236                                                 |